# 播磨科学公園都市
座標: 北緯34度56分09秒 東経134度26分32秒 / 北緯34.93583度 東経134.44222度

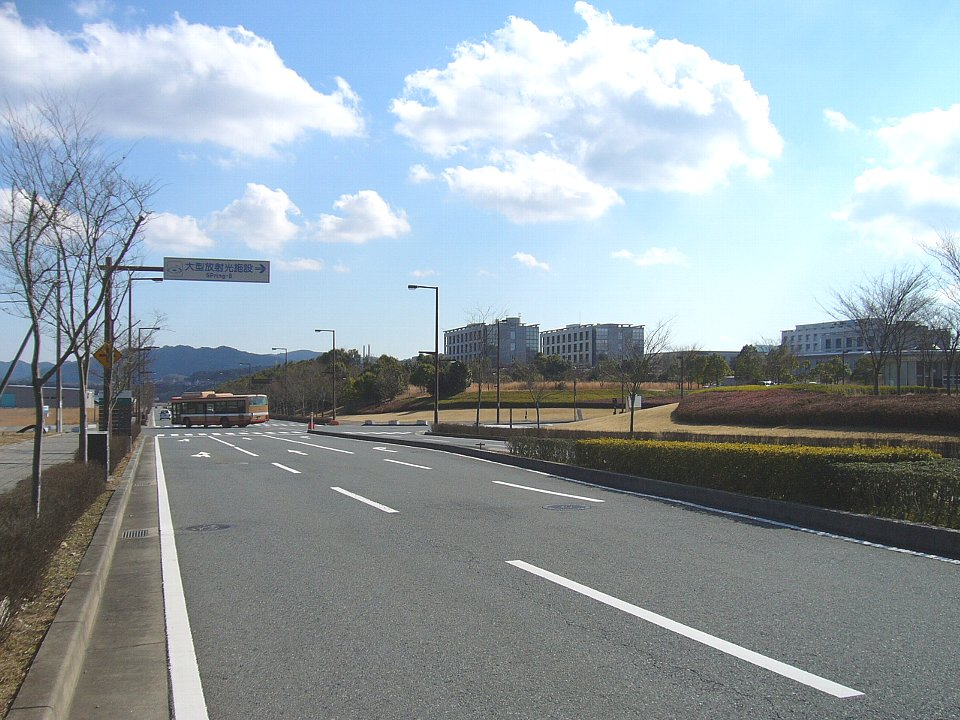
SPring-8付近

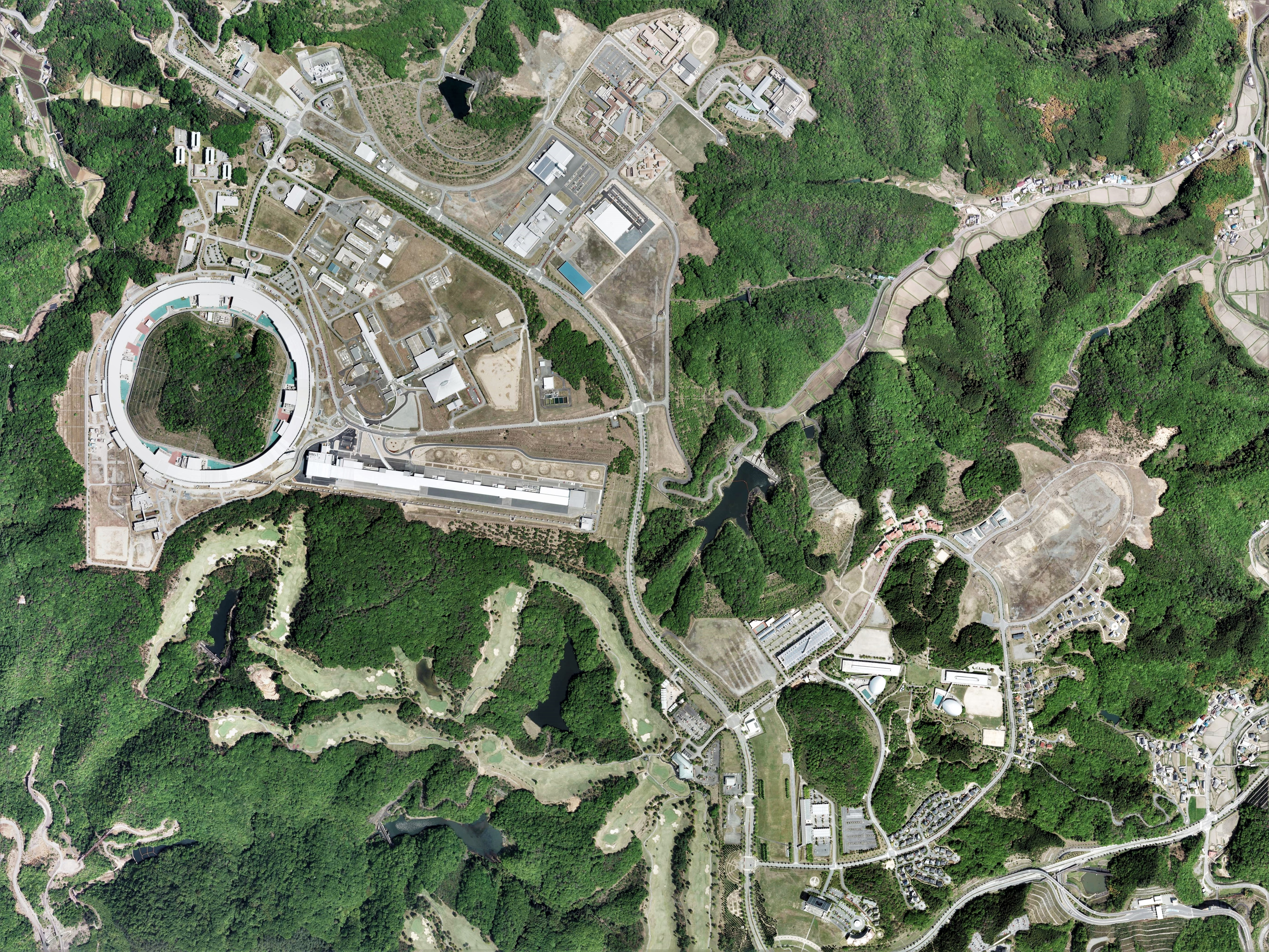
播磨科学公園都市の空中写真。
2010年5月15日撮影の10枚を合成作成。。

播磨科学公園都市（はりまかがくこうえんとし Harima Science Garden City）は、兵庫県南西部（播磨地方）の丘陵地帯（吉備高原の東端部）を切り開いて造成した学術公園都市。
上郡町、佐用町、たつの市にまたがり、3市町の住所に光都と付く。西播磨テクノポリス計画の拠点都市である。

## 概要
当地域の開発については、新宮町が1972年（昭和47年）6月20日の臨時町議会に提案した「新宮町基本構想」の中の「西播磨ファームタウン」にその原型を見ることができる。町域西部の山林地帯を東急土地開発株式会社と提携しながら、三日月町・上郡町および新宮町の3町共同で開発し、「自然条件を生かし、公害のないファームタウンの開発と文教及び健全なレクレーション施設の早期開発を行う」という構想であったが、高度経済成長の終焉によって結局実現しなかった。
国内外の著名な建築家・ランドスケープデザインの専門家ら（磯崎新、安藤忠雄、渡辺真理、ピーター・ウォーカーなど）の指導のもと、“時間とともに成長する森の中の都市”をコンセプトに都市全体の計画がなされた。都市機能と景観の両面から一体的にデザインすることにより、快適な居住環境と優れた研究環境を備えたデザイン性の高い都市を目指した。そのため特にその最初期のものについて、ポストモダン建築など計画当時（1980年代）の建築デザインの潮流を反映した、上述の建築家らによるデザイン性の高い一連の建築物群が多数みられる。
1997年には目玉施設であるSPring-8の供用開始を受けて、「まちびらきフェスティバル」が行われた。
通称"テクノポリス"あるいは"テクノ"とよばれており、都市へ通じる兵庫県道44号相生宍粟線には"播磨テクノライン"という愛称が付けられている。都市の中心には"テクノ中央"交差点がある。
開発開始から30年にあたる2015年の報告では、区域人口は1,434人であり、当初の計画人口25,000人に対し僅か 5.7％にとどまっている。
主に公共施設や研究施設等が立地しており、造成地の大半は現在売り出し中である。

## 立地施設

### 研究機関
- 理化学研究所播磨（佐用町）
  - 大型放射光施設 SPring-8（佐用町）
  - 高輝度光科学研究センター
  - X線自由電子レーザー施設SACLA
- 量子科学技術研究開発機構関西光科学研究所（放射光科学研究ユニット）（佐用町）
- 日本原子力研究開発機構播磨事務所 (佐用町)
- 兵庫県立大学高度産業科学技術研究所（上郡町）
  - 中型放射光施設 ニュースバル（佐用町）

### 公共機関
- 西播磨県民局（上郡町）
- 兵庫県立粒子線医療センター（たつの市）
- 兵庫県立西播磨総合リハビリテーションセンター（たつの市）
  - 兵庫県立リハビリテーション西播磨病院
- 兵庫県立先端科学技術支援センター（上郡町）
- 播磨高原斎場こぶし苑（たつの市）
- 西はりま消防組合たつの消防署光都分署（上郡町）（2018年〈平成30年〉に赤穂市消防本部から西はりま消防組合へ移管）

### 郵便局
- 西播磨光都プラザ郵便局（上郡町）

### スポーツ施設
- ふれあいスポーツ交流館（たつの市）
- ストークヒルゴルフクラブ（上郡町）
- ダイセル播磨光都サッカー場（上郡町）

### 学校・教育施設
- 兵庫県立大学理学部（上郡町）
- 兵庫県立大学附属中学校・高等学校（上郡町）

2007年3月に廃校されたはりまコンピュータ・カレッジの校舎・施設を利用。
- 播磨高原東中学校（たつの市）
- 播磨高原東小学校（たつの市）
- プレ・スクール光都（上郡町）
- 兵庫県立西はりま特別支援学校（たつの市）

### 企業
- 住友電気工業播磨研究所（上郡町）
- NECフィールディング（上郡町）
- ダイセル西播磨研修センター（上郡町）
- トッパンプラスチックハリマ工場（上郡町）
- クリテックサービス播磨事業所（栗田工業）（上郡町）
- フジプレアム光都工場（たつの市）
- ビーエイチエヌ播磨生産開発センター（たつの市）
- 帝国電機製作所（たつの市）
- 石川島興業テクノ営業所（たつの市）
- 三木弘鋼材テクノポリス工場（たつの市）
- タツミ産業テクノポリスＣＳセンター（たつの市）
- はりまタクシー（たつの市）
- 光都きもの正和苑（たつの市）
- 本多石油テクノプラザ西播磨給油所（上郡町）
- 神戸新聞社西播磨中央支局（たつの市）
- 三日月運送光都物流センター（上郡町）

## 交通機関

### バス
- 相生駅よりウイング神姫（旧ウエスト神姫）のSPring-8方面バスに乗車。なお、ほかに上郡駅・新宮駅からのバス便もあるが、上郡駅からのバスは平日の2往復と日曜日運休のコミニュティバス7往復、新宮駅からのバスは、平日6.5往復、土日4往復と日曜日運休のコミニュティバス2.5往復のみのため利用時には注意を要する。また、三日月駅から佐用町コミュニティバスも運行されているが平日の3往復のみである。
- 姫路駅からと神戸三宮へ(土日のみで1日あたり1往復)の高速バス便もあったが、廃止された。

### 一般道路
相生市方面
- 国道2号より兵庫県道44号相生宍粟線（播磨テクノライン）

たつの市方面
- 国道179号より兵庫県道44号相生宍粟線

上郡町方面
- 国道373号より兵庫県道28号上郡末広線

佐用町方面
- 国道179号線より兵庫県道28号上郡末広線

### 高速道路
- 山陽自動車道播磨JCTより播磨自動車道播磨新宮IC

### ヘリポート
- 播磨ヘリポート 2008年9月25日に廃止された。